# クラウス・グラウ
クラウス・グラウ（Klaws Graf、1969年7月21日 - ）は、ドイツのプロレーシングドライバー。彼はラリードライバーのピーター・グラフの息子。アメリカン・ル・マン・シリーズに出場する為、アメリカに住居を置く。彼は2012年にLMP1クラスのチャンピオンとなり、2010年と2011年にはシリーズ2位となっている。 

## レース記録

### ル・マン24時間レース
| 年     | チーム                                        | コ・ドライバー                                | 使用車両                     | クラス | 周回 | 総合順位 | クラス順位 |
| ------ | --------------------------------------------- | --------------------------------------------- | ---------------------------- | ------ | ---- | -------- | ---------- |
| 2000年 | チーム・デン・ブラ・アビス                    | ジョン・ニールセン マウロ・バルディ           | パノス・LMP-1 ロードスター-S | LMP900 | 205  | NC       | NC         |
| 2001年 | パノス モータースポーツ                       | ジェイミー・デーヴィス ゲイリー・フォーマット | パノス LMP07-エラン          | LMP900 | 86   | DNF      | DNF        |
| 2008年 | チャロウズ・レーシング チーム・サイトスポーツ | グレッグ・ピケット ヤン・ラマース             | ローラ・B07/17-ジャッド      | LMP1   | 146  | DNF      | DNF        |